# Occide Jeanty
Occide Jeanty (* 1860 in Port-au-Prince; † 1936) war ein haitianischer Komponist.

## Leben
Jeanty wurde in seiner musikalischen Entwicklung von seinem Vater Occilius Jeanty gefördert, der Direktor der Ecole Centrale de Musique war. 1881 erhielt er ein Stipendium für einen Studienaufenthalt in Paris. Hier nahm er am Konservatorium Kornettunterricht bei Jean-Baptiste Arban und Klavierunterricht bei Antoine François Marmontel.
Der er angeblich seinen Studien nicht mit dem erforderlichen Eifer nachging, wurde er nach Haiti zurückbeordert, erhielt aber dennoch auf Grund seiner Fähigkeiten von Präsident Lysius Salomon 1885 die Stelle als Musikdirektor der Musique du Palais National, der offiziellen Militärkapelle des haitianischen Präsidenten. In dieser Eigenschaft komponierte er acht Prozessionsmärsche, sechs Trauermärsche für haitianische Würdenträger (u. a. für den haitianischen Präsidenten Florvil Hyppolite, für Tirésias Simon-Sam und Nord Alexis) und vier patriotische Märsche, darunter Dessalines ou 1804: Marche Guerrière, ein Marsch, der zur inoffiziellen Hymne der haitianischen Unabhängigkeitsbewegung bis 1934 wurde. Außerdem geht die Melodie des heutigen haitianischen Präsidialsaluts Quand nos Aïeux brisèrent leurs entraves ("Als unsere Vorfahren ihre Ketten abschüttelten") auf ihn zurück.
Zudem komponierte er für die Kapelle des Präsidenten Polkas, Gavotten und Merengues, weiterhin Stücke wie das patriotische Les Vautours de 6 Décembre, das Programmstück Coq, Poules, et Poussins und der Chant National nach einem Text von Oswald Durand. In Port-au-Prince wurde eine Straße nach Jeanty benannt, und zu seinem 100. Geburtstag 1960 wurde er mit einer Porträtbriefmarke geehrt.

## Quelle
- AfriClassical - Occide Jeanty

| Personendaten    | Personendaten           |
| ---------------- | ----------------------- |
| NAME             | Jeanty, Occide          |
| KURZBESCHREIBUNG | haitianischer Komponist |
| GEBURTSDATUM     | 1860                    |
| GEBURTSORT       | Port-au-Prince          |
| STERBEDATUM      | 1936                    |